# La Bouche
La Bouche è un gruppo eurodance formato in Germania nel 1994 dal produttore Frank Farian, originariamente composto da Melanie Thornton e Lane McCray.

## Storia del duo
Il successo dei La Bouche iniziò nel 1994 con la pubblicazione dei singoli Sweet Dreams e Be My Lover, entrambi di grande successo europeo. Melanie Thornton cantò anche con i Le Click (sempre nello stesso anno) con il singolo Tonight is the night. Nel 1995 Be My Lover entrò in classifica anche negli Stati Uniti arrivando al primo posto.
Nel 2000 Melanie Thornton lasciò il gruppo per dedicarsi alla carriera da solista. Sempre nel 2000 fu pubblicato il maxi-single All I Want, realizzato con il featuring di Natasha Wright, il quale ottenne un discreto successo di vendite. Il 24 novembre 2001 Melanie Thornton morì in un incidente aereo vicino a Zurigo. Nel 2002, un anno dopo la sua morte, fu pubblicato un brano inedito (In Your Life) come tributo alla cantante deceduta: riscosse un buon successo negli Stati Uniti. Il produttore del gruppo, Frank Farian, creò il brano campionando alla versione originale delle parti cantate da Kayo Shekoni dei Le Click.
Successivamente, McCray continuò comunque l'attività di La Bouche. A partire dal 2015, l'ungherese Sophie Cairo divenne la nuova cantante, componendo un duo con lo stesso McCray. Nel 2017 uscì una nuova versione di Sweet Dreams, con un remix ufficiale intitolato Sweet Dreams 2017. Nel 2018 invece fu pubblicato il nuovo singolo Night after Night.

## Discografia

### Album
- 1995 – Sweet Dreams
- 1996 – All Mixed Up
- 1997 – A Moment of Love (conosciuto anche come "SOS")
- 2002 – The Best of La Bouche
- 2007 – La Bouche - Greatest Hits

### Singoli
- 1994 – Sweet Dreams
- 1994 – Sweet Dreams (Euro Mixes)
- 1995 – Sweet Dreams UK
- 1995 – Be My Lover
- 1995 – Be My Lover (Euro Mixes)
- 1995 – Fallin' In Love/Sweet Dreams
- 1995 – Fallin' In Love
- 1995 – I Love To Love
- 1996 – Sweet Dreams U.S.
- 1996 – Fallin'In Love
- 1996 – Forget Me Nots
- 1996 – Bolingo (Love Is In The Air)
- 1996 – Megamix
- 1997 – You Won't Forget Me
- 1998 – You Won't Forget Me U.S.
- 1998 – A Moment of Love
- 1999 – S.O.S.
- 2000 – All I Want
- 2002 – In Your Life
- 2003 – In Your Life U.S.
- 2017 – Sweet Dreams 2017
- 2018 – Night After Night